# European Mobile Payment Systems Association
European Mobile Payment Systems Association (EMPSA) är en internationell branschsammanslutning av mobilbetalningsföretag,   med säte i Zürich i Schweiz

## Medlemmar
EMPSA grundades 2019 av sju mobilbetalningsföretag och har idag (2022) sexton medlemmar.
| Företag                     | Land                    | Anslutningsår |
| --------------------------- | ----------------------- | ------------- |
| BAMCARD                     | Bosnien och Hercegovina | 2020          |
| Bancomat Pay                | Italien                 | 2020          |
| Bancontact Payconiq Company | Belgien                 | 2019          |
| Bankart "FLIK"              | Slovenien               | 2020          |
| Bizum                       | Spanien                 | 2022          |
| BLIK                        | Polen                   | 2020          |
| Bluecode                    | Tyskland Österrike      | 2019          |
| BORICA AD                   | Bulgarien               | 2021          |
| Dias S.A.                   | Grekland                | 2022          |
| iDEAL                       | Nederländerna           | 2021          |
| MobilePay                   | Danmark Finland         | 2019          |
| PLICK                       | Italien Spanien         | 2020          |
| SIBS                        | Portugal                | 2019          |
| Swish                       | Sverige                 | 2019          |
| TWINT                       | Schweiz                 | 2019          |
| Vipps                       | Norge                   | 2019          |